# 高槻市立南平台小学校
高槻市立南平台小学校（たかつきしりつ なんぺいだいしょうがっこう）は、大阪府高槻市南平台五丁目にある公立小学校。

## 概要
高槻市山手の南平台を校区とする。校名は地名に由来する。1983年に南平台五丁目の街開きに合わせて高槻市立阿武野小学校から分離開校した。通称は南小。
また、かつては山間部に萩谷分校（1908年創立）を設置していた。萩谷分校は当初は清水小学校の分校として設置され、学校の分離新設に伴って阿武野小学校分校への移管を経て当校に移管されたが、1997年に廃止された。

## 沿革
- 1983年4月1日 - 高槻市立南平台小学校として、高槻市立阿武野小学校から分離開校。当初は阿武野小学校内に仮校舎を設置。萩谷分校を阿武野小学校から当校に移管。
- 1983年9月1日 - 校舎完成。現在地で授業開始。
- 1989年 - 校区を変更。
- 1991年4月1日 - 高槻市立阿武山小学校を分離。
- 1997年3月31日 - 萩谷分校を廃止。
- 1999年4月 - 小学生ボランティア体験推進事業の実施校に指定される。

## 通学区域
- 高槻市 南平台1～5丁目、奈佐原1丁目5～9番、奈佐原3丁目、霊仙寺町1・2丁目、氷室町5・6丁目、大字奈佐原、奈佐原元町、大字萩谷、萩谷月見台。

卒業生は基本的に高槻市立阿武野中学校へ進学する。

## 交通
- JR京都線高槻駅から「関西大学」または「平安女学院東」行の高槻市営バスで15分、「南平台小学校前」下車（南平台5丁目）。

## おもな出身者
- 時枝里好 - ミュージカル俳優